# Studio 93
Studio 93 è un'emittente radiofonica italiana del passato, con sede a San Piero Patti (ME). Nata a cavallo degli anni settanta, concluse la sua attività nei primi anni del decennio successivo. Gli studi erano inizialmente ubicati in via Castello ed in seguito furono trasferiti in Piazza Dante.
L'emittente si rivolgeva soprattutto ad un target giovanile. 
Nella programmazione, ampio spazio era destinato a programmi di intrattenimento musicali, molto apprezzati dagli ascoltatori, ai quali veniva data la possibilità di dedicare canzoni.